# Ogłodek brzozowiec

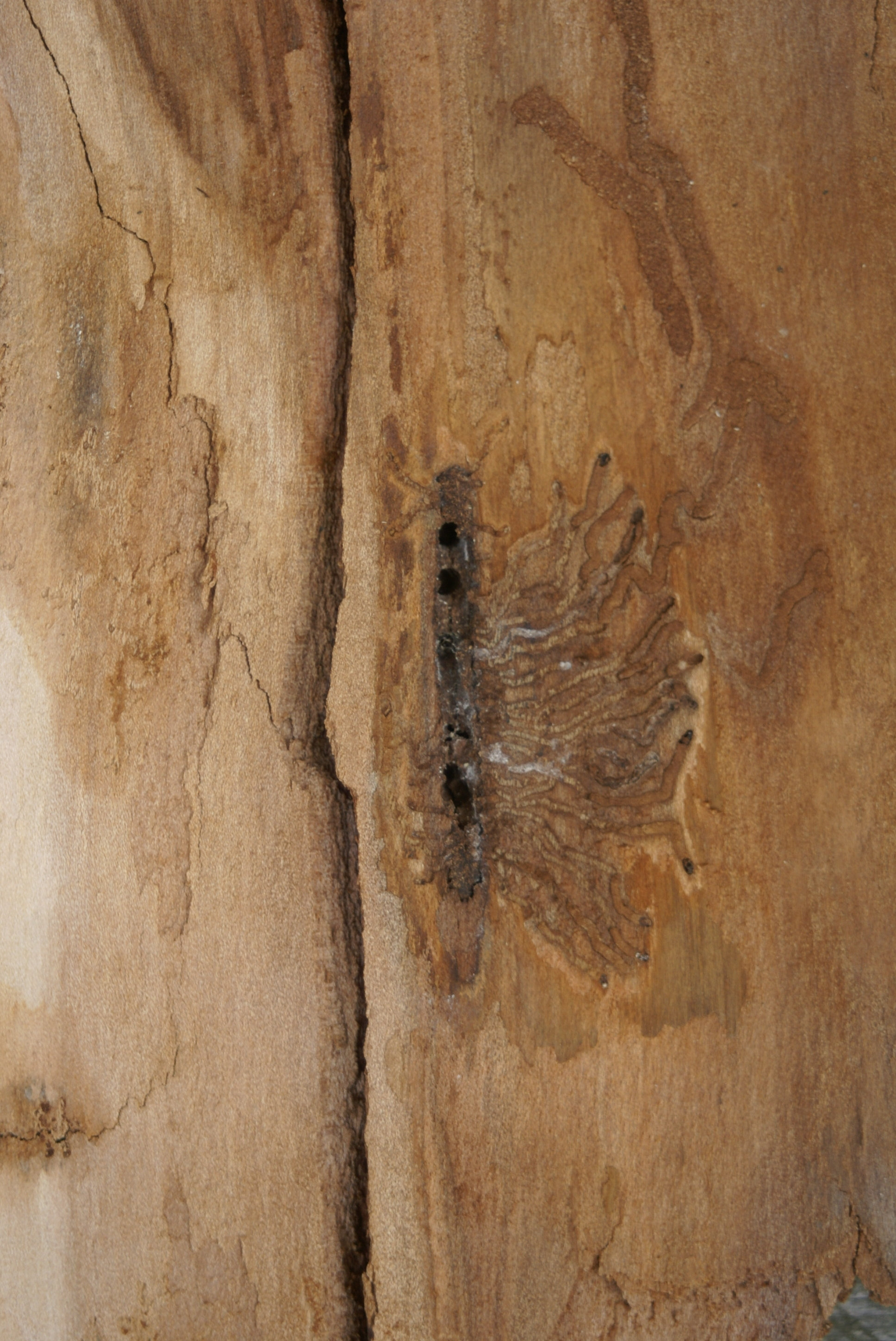
Żerowisko

Ogłodek brzozowiec (Scolytus ratzeburgii) – gatunek chrząszcza z rodziny kornikowatych. Występuje w Europie od Hiszpanii po Rosję oraz w Azji – przez Syberię do Chin, Korei i Japonii; stwierdzony też został w Turcji, Pakistanie i północno-zachodniej Afryce.

## Cechy rozpoznawcze
Największy z ogłodków żyjących w Polsce o wymiarach 4,5–7 mm i smolistoczarnym, błyszczącym ciele. Pokrywy skrzydłowe są niekiedy jaśniejsze o barwie czerwonobrunatnej. Pierwszy odcinek odwłoka wznosi się ostro do góry. Samiec na 3 sternicie odwłokowym ma pośrodku duży, guzikowaty wyrostek, a na 4 sternicie licząc od środka – wyraźne zgrubienie. Samica na segmentach odwłoka wyrostków nie posiada. Czoło owada jest płaskie, pokryte gęstymi, żółtymi włoskami. Rośliną żywicielską tego owada jest tylko brzoza. Owad zimuje w postaci larwy. Roi się w czerwcu i lipcu.

## Obraz żerowania
Ogłodek wywodzi się pod korą. Żerowiskiem jest chodnik macierzysty pojedynczy, jednoramienny, podłużny, często rozpoczynający się hakowatym wygięciem. Długość chodnika wynosi do 10 cm i szerokość 3–4,5 mm. W chodniku macierzystym znajdują się liczne otwory wentylacyjne. Chodniki larwalne do 60 sztuk, ułożone szeregowo, gęsto obok siebie, długości do 25 cm i często faliste, naruszające biel drewna, a zakończone kolebkami poczwarkowymi zagłębionymi w korze.

## Ekologia
Generacja tego gatunku jest jednoroczna. Ogłodek brzozowiec jest gatunkiem monogamicznym i monofagicznym. Występuje na terenie całego kraju.

## Znaczenie gospodarcze
Atakuje osłabione brzozy od wierzchołka ku dołowi. Zakłada swoje żerowiska na konarach, gałęziach i pniach. Występuje też na zdrowych drzewach, powodując ich obumieranie.